# Jonny Harris
Jonathan Harris, detto Jonny Harris (Pouch Cove, Newfoundland and Labrador, 22 settembre 1975), è un attore canadese. Harris è noto principalmente per i suoi ruoli nelle serie televisive I misteri di Murdoch e Hatching, Matching and Dispatching, oltre che nei film Young Triffie, Moving Day e Grown Up Movie Star.

## Biografia
Harris ha lavorato per cinque estati al festival teatrale Rising Tide Theatre a Trinity Bay, Terranova. Oltre al suo lavoro televisivo e cinematografico, si è esibito come comico al Winnipeg Comedy Festival, al Just for Laughs Festival e all'Halifax Comedy Festival, così come nella serie comica radiofonica di CBC Radio The Debaters. Nel 2015, ha iniziato a recitare nella serie estiva di commedia/reality Still Standing per CBC Television. Nel 2018 ha co-condotto la trasmissione della sesta edizione dei Canadian Screen Awards insieme a Emma Hunter, trasmessa dalla CBC-TV l'11 marzo.

## Filmografia

### Cinema
- Young Triffie, regia di Mary Walsh (2007)
- Grown Up Movie Star, regia di Adriana Maggs (2009)
- Moving Day, regia di Mike Clattenburg (2012)
- Goalie, regia di Adriana Maggs (2019)

### Televisione
- Hatching, Matching and Dispatching – serie TV, 1 episodio (2006)
- I misteri di Murdoch (Murdoch Mysteries) – serie TV, 306 episodi (2008-2025)
- Republic of Doyle – serie TV, 1 episodio (2011)
- Comedy Now! – serie TV, 1 episodio (2011)
- The Listener – serie TV, 1 episodio (2012)
- Frankie Drake Mysteries – serie TV, 1 episodio (2018)